# Сан-Мігел-де-Оріш
Сан-Мігел-де-Оріш (порт. São Miguel de Oriz; МФА: [ˈsɐ̃w mi.ˈgɛɫ dɨ o.ˈɾiʃ]) — парафія в Португалії, у муніципалітеті Віла-Верде. Розташована в північно-західній частині країни, на теренах історичної португальської провінції Дору-Міню. Входить до складу округу Брага. За адміністративним поділом, чинним до 1976 року, терени парафії були складовою провінції Міню. Належить до Бразької архідіоцезії Католицької церкви. Патрон — святий Михаїл. Площа — 2,3879 км². Населення — 235 ос. (2011). Слабо урбанізований регіон. Густота населення — 98,41 осіб/км²
. Код — 031349.

## Назва
- Оріш (Сан-Мігел) (порт. Oriz (São Miguel)) — офіційна назва.

## Населення
| Кількість мешканців | Кількість мешканців | Кількість мешканців | Кількість мешканців | Кількість мешканців | Кількість мешканців | Кількість мешканців | Кількість мешканців | Кількість мешканців | Кількість мешканців | Кількість мешканців | Кількість мешканців | Кількість мешканців | Кількість мешканців | Кількість мешканців |
| ------------------- | ------------------- | ------------------- | ------------------- | ------------------- | ------------------- | ------------------- | ------------------- | ------------------- | ------------------- | ------------------- | ------------------- | ------------------- | ------------------- | ------------------- |
| 1864                | 1878                | 1890                | 1900                | 1911                | 1920                | 1930                | 1940                | 1950                | 1960                | 1970                | 1981                | 1991                | 2001                | 2011                |
| 335                 | 312                 | 344                 | 349                 | 329                 | 329                 | 342                 | 346                 | 392                 | 373                 | 328                 | 288                 | 273                 | 267                 | 235                 |